# Slag bij Andernach (939)
De Slag bij Andernach vond op 2 oktober 939 bij Andernach aan de Rijn plaats tussen aanhangers en tegenstanders van koning Otto I. De slag eindigde met een beslissende nederlaag van de rebellen en de dood van twee van hun leiders, de hertog van Lotharingen, Giselbert II van Maasgouw en de hertog van Franken, Everhard III van Franken. Ook Dirk I van graaf van Holland sneuvelde.
Hertog Everhard III van Franken, die erg trouw was geweest aan Oost-Frankische koning Hendrik de Vogelaar raakte, na de dood van deze koning, snel in conflict met zijn zoon en opvolger, Otto I, die zichzelf niet, zoals zijn vader wel deed, als "primus inter pares" zag. Toen Eberhard en andere vorsten in 937 weigerden om hulde aan Otto te betuigen, sloten andere tegenstanders van Otto zich bij Eberhard aan. In 938 rebelleerde Eberhard samen met Otto's oudere halfbroer Thankmar en hertog Everhard van Beieren. Dit liep voor de rebellen niet goed af. Thankmar werd door volgelingen van Otto in de kerk van Eresburg gedood en Everhard van Beieren werd vervangen door zijn oom Berthold. Na een korte verzoening met Otto verbond Everhard III van Franken zich in 939 met de hertog van Lotharingen, Giselbert II van Maasgouw en Otto's jongere broer Hendrik I van Beieren en kwam hij opnieuw in opstand. Giselbert, sinds 928 hertog van Lotharingen, was ook loyaal geweest tijdens het bewind van Hendrik de Vogelaar, probeerde nu aan de invloedssfeer van zijn zwager (hij was getrouwd met Gerberga van Saksen, een zuster van Otto I, te ontsnappen en verbond zich met de nieuwe koning van de West-Francië Lodewijk IV. Hij trad toe tot de opstand die onder leiding stond van Hendrik I van Beieren en Everhard III van Franken.
Koning Otto boekte in een gevecht bij Birten dicht bij Xanten eerst een overwinning op de rebellen, dit hoewel hij zelf alleen maar kon bidden en toekijken vanaf de andere kant van de Rijn. Toch was hij niet in staat om de samenzweerders gevangen te nemen. Intussen trokken Giselbert en Eberhard naar het zuiden, waar zij de gebieden van koningsgezinde graven verwoestten. Zij ontvingen steun van Lodewijk IV, van Otto's zwager Hugo de Grote (getrouwd met Hedwig van Saksen, een andere zuster van Otto I) en andere belangrijke West-Frankische heersers. Toen Otto Breisach belegerde, rukten de opstandelingen vanuit Metz op naar de Rijn en staken zij de Rijn bij Andernach over.
Nadat dit leger op plundertocht was geweest door de Niederlahngouw, stak men de Rijn wederom bij Andernach over (nu van rechts naar links). Giselbert en Everhard III van Franken werden hierbij verrast door twee koningsgezinde graven, Konrad Kurzbold, de graaf van de Niederlahngouw, en zijn neef Udo, de graaf van de Wetterau en de Rijngouw. Hoewel de Konradijnen en de neven van Everhard III beide aan de kant van Otto stonden, volgde zij de rebellen met een klein leger en vielen zij aan toen de meerderheid van het vijandelijke leger al met buit en al de Rijn was overgestoken. Everhard III van Franken werd in de strijd gedood en, toen hij naar de andere kant probeerde te ontsnappen, verdronk Giselbert II van Maasgouw in de Rijn. Zo eindigde de opstand tegen toen nog koning Otto I.